# Сливин, Евгений Макарович
Евгений Макарович Сливин (17 (5) января 1912, Александрополь — 7 ноября 1995, Москва) — советский контр-адмирал, донской казак. Участник Советско-финляндской войны 1939-1940, Великой Отечественной войны, Карибского кризиса 1962 года.
Многократный кавалер орденов Красной Звезды. Почётный гражданин Ленинакана.
Имеет медаль за Халхин-Гол, за освобождение Китая. Закончил политакадемию в 1930-х годах.  Начал ВОВ в Мурманске на Северном флоте, закончил на Черноморском флоте. После войны служил на Балтийском флоте, был депутатом Верховного совета. Во время Карибского кризиса был советником Фиделя Кастро. После служил на Черноморском флоте. После увольнения со службы работал в Министерстве обороны, был заместителем начальника войск связи маршала Белова. 
Умер 11 ноября 1995 года.